# أرتيو
أرت (بالفرنسية: Arte) هي قناة تلفزيونية فرنسية ألمانية تابعة للخدمة العمومية ذات بعد ثقافي أوروبي بدأت البث في 30 مايو 1992. وضع القناة القانوني يأتي في إطار تجمع أوروبي لمصلحة اقتصادية ومقرها مدينة سترازبورغ الفرنسية، وتديرها شركتي أرت فرنسا وأرت ألمانيا.

تمتلك القناة راديو إنترنت تحت اسم «أرت راديو» (Arte Radio).

## مقالات ذات صلة
- أرت بلجيكا
- قائمة القنوات التلفزية في ألمانيا
- قائمة القنوات التلفزية في فرنسا

## وصلات خارجية
- الموقع الرسمي بالفرنسية.
- الموقع الرسمي بالألمانية.